# Bihámy Béla
Bihámy Béla (1909. október 23. – 1938. április 3.) válogatott labdarúgó, csatár, balösszekötő. A sportsajtóban Bihámy III néven volt ismert.

## Pályafutása

### Klubcsapatban
A Nemzeti FC labdarúgója volt. Veszélyesen lőtt kapura, csapatjátékban is megfelelően vett részt, de gyorsasága nem volt kielégítő. A tizenegyeseket magabiztosan értékesítette.

### A válogatottban
1928 és 1933 között három alkalommal szerepelt a magyar labdarúgó-válogatottban és két gólt szerzett.

## Sikerei, díjai
- Magyar bajnokság
  - 5.: 1930–31

## Statisztika

### Mérkőzései a válogatottban
| Magyarország | Magyarország       | Magyarország              | Magyarország | Magyarország | Magyarország | Magyarország | Magyarország | Magyarország |
| #            | Dátum              | Helyszín                  | Hazai        | Eredmény     | Vendég       | Kiírás       | Gólok        | Esemény      |
| ------------ | ------------------ | ------------------------- | ------------ | ------------ | ------------ | ------------ | ------------ | ------------ |
| 1.           | 1928. március 25.  | Budapest. Üllői úti pálya | Magyarország | 2 – 1        | Jugoszlávia  | barátságos   | -            |              |
| 2.           | 1932. november 27. | Milánó, San Siro Stadion  | Olaszország  | 4 – 2        | Magyarország | barátságos   | 1            | 40'          |
| 3.           | 1933. március 5.   | Amszterdam                | Hollandia    | 1 – 2        | Magyarország | barátságos   | 1            | 37'          |
|              | Összesen           |                           |              | 3            | mérkőzés     |              | 2            | gól          |